# Heiligenbergsquelle
'
Der Heiligenberg-Stollen im mittleren Rödelbachtal, südwestlich von Straßberg, ist ein Wasserlösungsstollen in der Montanregion Harz. Die sichtbaren Reste des im Unterharz gelegenen Stollens werden heute Heiligenbergsquelle genannt. Diese liegt etwa 200 Meter nördlich des Maliniusteiches.
Die Wasserlösung erfolgte über den heute nicht mehr existenten Mittleren Hanggraben. Die Mündung des Stollens liegt heute genau zwischen Rödelbachgraben und Stollgraben, das Wasser versickert in einer durch den Rödelbach entwässerten Wiese.

## Geschichte
Das Jahr der Betriebsaufnahme des Wasserlösungsstollens ist unbekannt, liegt aber vor 1610. Das oberhalb der Quelle gelegene, südöstlich verlaufende Heiligenberger Pingenfeld deutet auf sehr frühen Bergbau in diesem Gebiet hin. Der Stollen löste das Grubenwasser der Erzgruben im Revier Heiligenberg (v. a. Grube Glückauf) im Kohlberger Zug am Großen Heiligenberg und Kohlberg. Die gelösten Wässer wurden ehemals über den mittleren Hanggraben in die untertägige Radkunst des flachen Kunstschachtes Neuhaus-Stolberg geleitet, wo sie zum Antrieb weiterer Wasserräder verwendet wurde.
1857 wurde der Stollen aufgegeben und verbaut. Das Mundloch ist nur noch als Quelle erkennbar. Erst beim genaueren Betrachten lässt sich der alte Stollen erahnen. In der Vergangenheit gab es mehrere Versuche, hier eine Mineralwasserfabrikation aufzubauen. Vermutlich ist dies der Grund, warum der Name des Stollens verschwand und dieser nur noch als Heiligenbergsquelle bekannt ist. Die Versuche scheiterten alle am zu hohen Eisengehalt der austretenden Grubenwässer.